# Resolve (Foo Fighters)
Resolve is een nummer van de Amerikaanse rockband Foo Fighters uit 2005. Het is de derde single van hun vijfde studioalbum In Your Honor.
Het nummer gaat over een man wiens vrouw hem heeft verlaten. De man wil graag de tijd terugdraaien naar toen hij nog bij zijn ex was. "Resolve" wist in Amerika geen hitlijsten te bereiken. In Nederland haalde het nummer de 82 positie in de Single Top 100.